# Nymphicula junctalis
Nymphicula junctalis là một loài bướm đêm trong họ Crambidae.